# Thomas Concrete Group

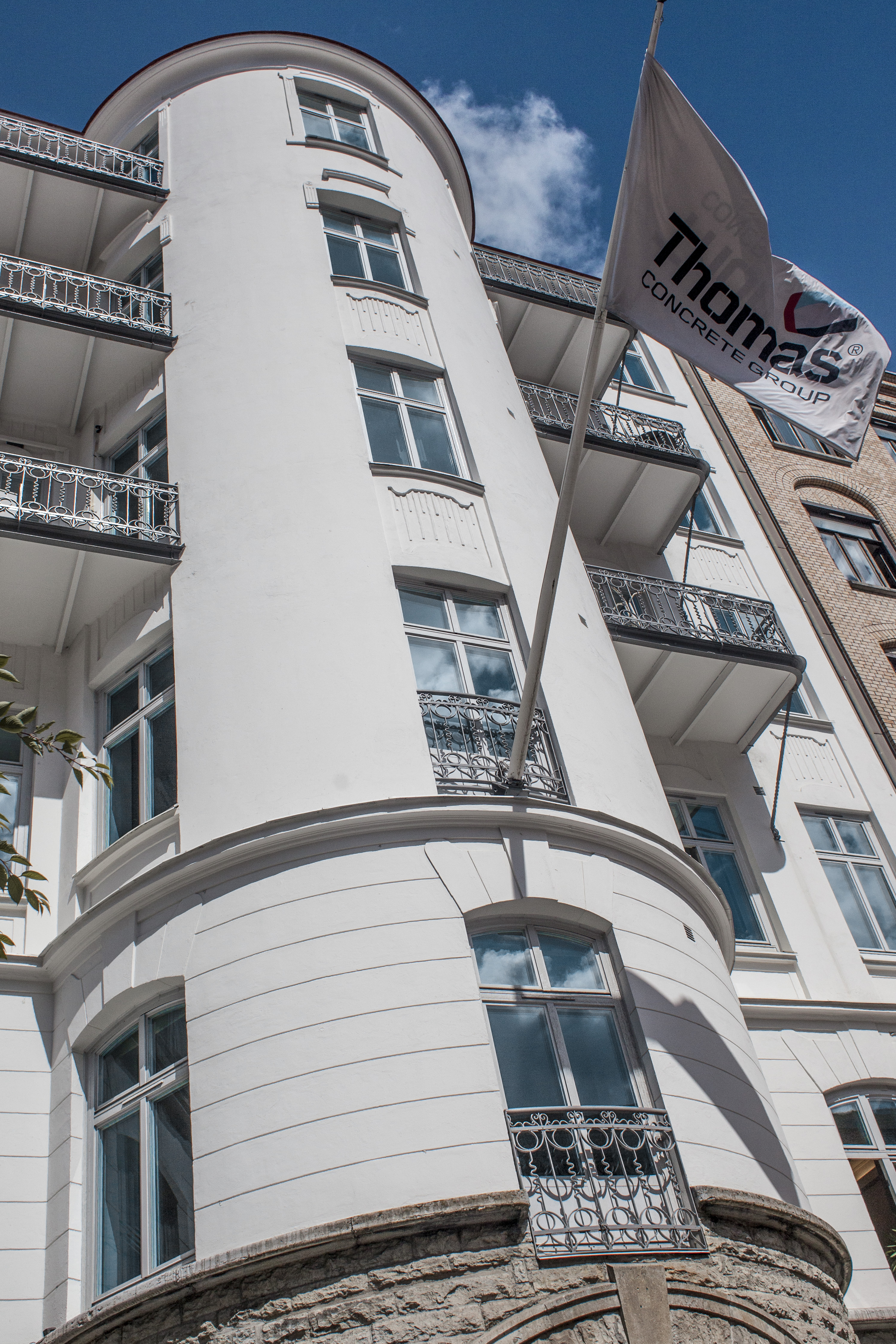
Thomas Concrete Groups huvudkontor i Göteborg.

Thomas Concrete Group är en svensk familjeägd koncern som tillverkar och distribuerar betong och prefab till kommersiella och privata kunder. Företaget grundades 1955 i Karlstad av Martin Thomas och har idag sin verksamhet i USA, Tyskland, Polen, Norge och Sverige. Dotterbolaget i Sverige är Thomas Betong. 
I koncernen ingår C-Lab som är ett ackrediterat tekniskt laboratorium med fokus på forskning, utveckling samt testning av betong. Antal anställda är 2400 (2024) och omsättningen 12,1 miljarder SEK (2023).
Hans Karlander är företagets VD och koncernchef.